# 尹靜姬
尹靜姬（韓語：윤정희，1944年7月30日—2023年1月19日），本名孫美子（韓語：손미자），韓國女演員。

## 生平
尹靜姬於1967年成為演員，與南貞妊及文姬被稱為1960年代“三大天后”。
她於1994年後退休，之後在2010年復出，主演李滄東執導的《生命之詩》，她也因此獲得洛杉磯影評人協會最佳女主角獎。
2023年1月19日，尹靜姬在法國巴黎逝世，享壽78歲。

## 家庭
尹靜姬在1974年與鋼琴家白建宇結婚，育有一個女兒，她也是小提琴演奏家。尹靜姬自從1990年代中期退休以來，定居在法國巴黎。

## 榮譽
| 提名与得奖列表 | 提名与得奖列表             | 提名与得奖列表   | 提名与得奖列表 |
| 年份           | 奖项/影展                  | 类别             | 结果           |
| -------------- | -------------------------- | ---------------- | -------------- |
| 1967           | 第6屆大鐘獎                | 最佳女新人       | 獲獎           |
| 1971           | 第10屆大鐘獎               | 最佳女主角       | 獲獎           |
| 1994           | 第32屆大鐘獎               | 最佳女主角       | 獲獎           |
| 2010           | 第47屆大鐘獎               | 最佳女主角       | 獲獎           |
| 1968           | 第5屆青龍電影獎            | 最受歡迎女演員   | 獲獎           |
| 1969           | 第6屆青龍電影獎            | 最受歡迎女演員   | 獲獎           |
| 1970           | 第7屆青龍電影獎            | 最受歡迎女演員   | 獲獎           |
| 1971           | 第8屆青龍電影獎            | 最受歡迎女演員   | 獲獎           |
| 1972           | 第9屆青龍電影獎            | 最受歡迎女演員   | 獲獎           |
| 1972           | 第9屆青龍電影獎            | 最佳女主角       | 獲獎           |
| 1973           | 第10屆青龍電影獎           | 最受歡迎女演員   | 獲獎           |
| 1973           | 第10屆青龍電影獎           | 最佳女主角       | 獲獎           |
| 2010           | 第31屆青龍電影獎           | 最佳女主角       | 獲獎           |
| 1968           | 第4屆百想藝術大賞—電影部門 | 女子新人演技獎   | 獲獎           |
| 1970           | 第6屆百想藝術大賞—電影部門 | 女子最優秀演技獎 | 獲獎           |
| 1971           | 第7屆百想藝術大賞—電影部門 | 女子最優秀演技獎 | 獲獎           |
| 1973           | 第9屆百想藝術大賞—電影部門 | 女子最優秀演技獎 | 獲獎           |
| 2011           | 第37屆洛杉磯影評人協會獎   | 最佳女主角       | 獲獎           |

## 外部連結
- 尹靜姬在互联网电影资料库（IMDb）上的資料（英文）